# Vincent City Ducks
I Vincent City Ducks sono una squadra di football americano della Città di Vincent a Perth, in Australia, fondata nel 2020.

## Dettaglio stagioni

### Tornei locali

#### Gridiron West League
| Stagione | regular season | regular season | regular season | regular season | regular season | regular season | playoff | playoff | playoff | playoff | playoff | playoff   | playoff    |
|          | Vin            | Par            | Per            | Tot            | PF             | PS             | Vin     | Per     | Tot     | PF      | PS      | risultato | avversaria |
| -------- | -------------- | -------------- | -------------- | -------------- | -------------- | -------------- | ------- | ------- | ------- | ------- | ------- | --------- | ---------- |
| 2020-21  | 3              | 0              | 9              | 12             | 100            | 295            | -       | -       | -       | -       | -       | -         | -          |
| Totale   | 3              | 0              | 9              | 12             | 100            | 295            | -       | -       | -       | -       | -       |           |            |

Fonti: Enciclopedia del Football - A cura di Roberto Mezzetti